# François de Poméranie
 François de Poméranie (né à Barth le 24 mars 1577 - Stettin 27 novembre 1620) il est  Prince-Évêque Luthérien et administrateur l'évêché de Cammin de 1602 à 1618 puis duc  de Poméranie de 1618 à sa mort.

## Biographie

### Origine et jeunesse
François est le second des fils survivants du duc Bogusław XIII de Poméranie. Comme ses frères il reçoit une
éducation soignée, mais il montre rapidement une inclination  pour les exercices militaires et la vie chevaleresque plutôt que pour les études universitaires. Il désire rejoindre la cour de Saxe réputée pour ses mœurs chevaleresques, il en est empêché par son oncle Jean-Frédéric de Poméranie qui l'envoie dans
l'évêché de Cammin, où il devient en 1592 coadjuteur de son autre oncle Casimir VI (IX)  évêque luthérien de 1574 à 1602. En 1593 il participe à ce titre à un synode national et en  1594, il effectue son « Grand Tour » avec des séjours à Vienne, en Hongrie où il participe au siège d'Esztergom avec l'archiduc Matthias de Habsbourg. Il est en Italie en 1596 avant de revenir en Poméranie. À son retour, François est nommé en 1602 administrateur de l'évêché luthérien de Poméranie à Cammin en remplacement de son oncle Casimir VI (IX) (mort en 1605) qui résigne sa fonction en sa faveur. Il réside alors à Koszalin. En 1604 le roi de Suède lui propose de commander un contingent de troupes de 3.000 fantassins et de 1.000 cavaliers lors du conflit entre la Suède et la Pologne. François doit décliner à la demande de son père qui insiste à maintenir la  neutralité de la Poméranie. Il effectue entre  1607 et 1610 un nouveau voyage en Europe à partir de Prague et de là vers la Suisse, la France, la frontière espagnole. Il revient par l'Angleterre et les Pays-Bas. À son retour il organise en 1614 une petite force militaire afin d'assurer la sécurité des frontières de son évêché.  Après la mort de son frère ainé Philippe II de Poméranie en 1618, François lui succède comme duc de Poméranie à Stettin, et il transfère son titre d'évêque de Cammin à Ulrich de Poméranie.

### Duc de Poméranie
Pendant son court règne il tente avec peu de succès, du fait de la résistance des « États du Duché », de renforcer la puissance militaire de ses possessions. Les États lui refusent les moyens financiers nécessaires à l'approvisionner de l'arsenal de Stettin ainsi que l'inspection qu'il voulait effectuer à Pützerlin en novembre 1619.
Le règne du duc François reste surtout célèbre à cause d'un procès en sorcellerie contre une noble religieuse 
Sidonie von Borcke (née en 1548). Cette dernière d'une grande beauté aurait suscité dans sa jeunesse selon la légende une passion ardente au duc Ernest-Louis de Poméranie, frère de Bogusław XIII, qui avait dû renoncer à elle. Elle était alors entrée en religion à Marienfließ où en juillet 1619 à la suite d'une querelle sa sous-prieure Dorothée von Stettin l'accuse, après avoir circonvenu sa compagne de cellule Anna von Apenburg, de commerce avec le diable par l'intermédiaire d'un intendant de la congrégation connu pour sa pratique de la chiromancie. Sidonie est soupçonnée d'être une sorcière et à l'origine des décès prématurés ducs  Philippe II et Georges II et de la stérilité qui frappait les enfants du duc Bogusław XIII. Son « complice » torturé avoue, la dénonce et est brulé vif. Sidonie est transférée au château de Stettin pour selon l'acte d'accusation son  « iniquité à l'encontre de la famille princière » qui menaçait d'extinction. Elle est décapitée le 19 août 1620 sur la Rabenstein aux portes de Stettin et ses restes sont brûlés. Trois mois plus tard le duc François tombe malade. En pleine santé le matin il se sent mal après le déjeuner et meurt quelques jours plus tard le 27 novembre 1620. Il est inhumé dans l'église du château de Stettin.

## Union
François de Poméranie épouse à Dresde le 26 août 1610, Sophie de Saxe (née à Dresde le 29 avril 1587), fille de l'électeur  Christian Ier de Saxe et de son épouse Sophie de Brandebourg ; leur union demeure stérile. Sophie meurt le 9 décembre 1635 à Wolin. Elle est d'abord inhumée dans la crypte ducale à Stettin, elle est transférée le 30 septembre 1650 l'église de Sainte-Sophie à Dresde